# Законодавча асамблея штату Орегон
Законодавча асамблея штату Орегон — законодавчий орган американського штату Орегон. Орган є двопалатним: верхньою палатою є Сенат, який складається із 30 сенаторів обраних на чотирирічні терміни, а нижньою палатою є Палата представників, яка складається із 60 представників обраних на дворічні терміни. В жодній з палат нема обмежень на терміни для однієї особи.
Кожен сенатський виборчий округ складається рівно з двох представницьких виборчих округів, наприклад 1-ий сенатський виборчий округ містить 1-ий та другий представницькі округи, 2-ий сенатський округ містить 3-ій та 4-ий представницькі округи і так далі.
Законодавчу асамблею штату Орегон часто називають "громадянською асамблеєю", оскільки для її членів депутатство не є основним родом занять, більшість з них мають іншу, основну роботу. Починаючи з 1885 року звичайні сесії відбуваються в непарні роки і починаються в другий понеділок січня. Починаючи з 2012 року асамблея проводить щорічні сесії, хоча в парні роки проводиться "коротка" 35-денна сесія, яка починається в лютому.
Законопроєкти можуть бути внесені в будь-якій з палат і мають пройти через комітети перед тим, як по ним голосуватиме вся палата. Законопроєкти щодо підвищення податків можуть подаватись лише в Палаті представників.
Заробітна плата членів Законодавчої асамблеї складає 22 260 доларів на рік, окрім голів палат які отримують по 44 520 доларів.

## Сесії
Законодавча резолюція, яка була передана на підтвердження громадянам штату в листопаді 2010 року, внесла зміни до Конституції штату Орегон, відповідно до яких звичайні сесії проводились тепер щорічно, а не кожні два роки. За невеликими виключеннями, тривалість законодавчих сесій, які починаються в непарні роки, обмежена 160 календарними днями, а ті сесії, які починаються в парні роки, обмежені до 35 календарних днів.
Перші 35 звичайних сесій (тобто до 1929 року) тривали не більше 50 днів. Починаючи з 1949 року жодна сесія не тривала менше 100 днів. Найдовшою сесією була 72-га сесія, яка закінчилась 27 серпня 2003. Вона тривала 227 днів.
До 1976 року Губернатор штату Орегон був єдиним хто міг скликати спеціальну сесію. З 1976 року, завдяки поправки до конституції штату, Законодавча асамблея отримала повноваження скликати сама себе на спеціальну сесію. В будь-якому випадку, скликання спеціальних сесій дозволяється лише "у випадку екстреної ситуації".